# Jaktens Tid
A Jaktens Tid (A vadászat ideje) a Finntroll 2001-es nagylemeze. Az album címadó dalát adó Jaktens Tid számban a Joózást Jonne Järvelä csinálja, aki a Korpiklaani énekese.
Az album borítóján Rivfader látható, aki egy hős király a svéd mitológiában. Ő vezette győzelemre a trollokat. A Den Hornkrönte Konungen (Rivfaders Tron) című szám róla szól, hogy hogy koronázzák meg.

## Számlista
1. "Krig" - (Instrumental)
2. "Födosagan" - (A születés története)
3. "Slaget Vid Blodsälv" - (A vér folyója)
4. "Skogens Hämnd" - (Az erdő bosszúja)
5. "Jaktens Tid" - (A vadászat ideje)
6. "Bakom Varje Fura" - (Instrumental)
7. "Kittledags" - (Idő az üstnek)
8. "Krigsmjöd" - (Háborús mező)
9. "Varg Timmen" - (A farkas órája)
10. "Kyrkovisan" - (A templom meséje)
11. "Den Hornkrönte Konungen" - (A szarvkoronázott király)
12. "Aldhissla" - (Aldhissla egy troll)
13. "Tomhet och Tystnad Härska" - (Instrumental)